# Diócesis de Belgaum
La diócesis de Belgaum (en latín: Dioecesis Belgaumensis y en inglés: Roman Catholic Diocese of Belgaum) es una circunscripción eclesiástica de la Iglesia católica en India. Se trata de una diócesis latina, sufragánea de la arquidiócesis de Bangalore. Desde el 1 de mayo de 2019 su obispo es Derek Fernandes.

## Territorio y organización
La diócesis tiene 33 747 km² y extiende su jurisdicción sobre los fieles católicos de rito latino residentes en 6 distritos del estado de Karnataka de: Belgaum, Bijapur, Bagalkot, Dharwad, Gadag y Haveri; y el taluk de Chandgad en el distrito de Kolhapur en el estado de Maharashtra.
La sede de la diócesis se encuentra en la ciudad de Belgaum, en donde se halla la Catedral de Nuestra Señora del Rosario de Fátima.
En 2020 en la diócesis existían 69 parroquias agrupadas en 7 decanatos.

## Historia
La diócesis fue erigida el 19 de septiembre de 1953 con la bula Summa illa del papa Pío XII, obteniendo el territorio de la arquidiócesis de Goa y Damán y de la diócesis de Poona.
El 24 de enero de 1976 cedió una parte de su territorio para la erección de la diócesis de Karwar mediante la bula Christi iussum del papa Pablo VI.
El 24 de junio de 2005 cedió otra parte de su territorio para la erección de la diócesis de Gulbarga mediante la bula Cum petitum esset del papa Benedicto XVI.

## Estadísticas
Según el Anuario Pontificio 2021 la diócesis tenía a fines de 2020 un total de 24 927 fieles bautizados.
| Año                                                                             | Población            | Población  | Población      | Sacerdotes | Sacerdotes    | Sacerdotes    | Bautizados por sacerdote | Diáconos permanentes | Religiosos | Religiosos | Parroquias |
| Año                                                                             | Bautizados católicos | Total      | % de católicos | Total      | Clero secular | Clero regular | Bautizados por sacerdote | Diáconos permanentes | Varones    | Mujeres    | Parroquias |
| ------------------------------------------------------------------------------- | -------------------- | ---------- | -------------- | ---------- | ------------- | ------------- | ------------------------ | -------------------- | ---------- | ---------- | ---------- |
| 1959                                                                            | 46 673               | 5 213 256  | 0.9            | 52         | 37            | 15            | 897                      |                      | 15         | 111        | 32         |
| 1970                                                                            | 53 404               | 7 595 309  | 0.7            | 158        | 51            | 107           | 338                      |                      | 119        | 206        | 40         |
| 1980                                                                            | 28 000               | 7 342 000  | 0.4            | 45         | 23            | 22            | 622                      |                      | 33         | 239        | 23         |
| 1990                                                                            | 28 296               | 8 650 000  | 0.3            | 85         | 46            | 39            | 332                      |                      | 49         | 214        | 28         |
| 1999                                                                            | 29 503               | 9 939 363  | 0.3            | 98         | 57            | 41            | 301                      |                      | 55         | 245        | 42         |
| 2000                                                                            | 29 503               | 9 939 363  | 0.3            | 97         | 56            | 41            | 304                      |                      | 55         | 251        | 42         |
| 2001                                                                            | 29 503               | 9 939 363  | 0.3            | 101        | 59            | 42            | 292                      |                      | 58         | 258        | 47         |
| 2002                                                                            | 29 503               | 9 939 363  | 0.3            | 113        | 60            | 53            | 261                      |                      | 71         | 267        | 50         |
| 2003                                                                            | 29 503               | 11 939 363 | 0.2            | 120        | 63            | 57            | 245                      |                      | 66         | 359        | 56         |
| 2004                                                                            | 29 525               | 11 939 363 | 0.2            | 120        | 64            | 56            | 246                      |                      | 65         | 361        | 56         |
| 2006                                                                            | 29 095               | 9 030 000  | 0.3            | 125        | 70            | 55            | 232                      |                      | 81         | 357        | 56         |
| 2012                                                                            | 30 512               | 10 736 000 | 0.3            | 140        | 76            | 64            | 217                      |                      | 98         | 593        | 67         |
| 2015                                                                            | 27 497               | 10 549 045 | 0.3            | 158        | 74            | 84            | 174                      |                      | 119        | 349        | 69         |
| 2018                                                                            | 24 900               | 10 998 000 | 0.2            | 158        | 79            | 79            | 157                      |                      | 109        | 372        | 69         |
| 2020                                                                            | 24 927               | 11 243 290 | 0.2            | 166        | 87            | 79            | 150                      | 3                    | 109        | 41         | 69         |
| Fuente: Catholic-Hierarchy, que a su vez toma los datos del Anuario Pontificio. |                      |            |                |            |               |               |                          |                      |            |            |            |

## Episcopologio
- Michael Rodrigues † (19 de septiembre de 1953-15 de marzo de 1964 renunció[nota 1])
- Fortunato da Veiga Coutinho † (15 de marzo de 1964 por sucesión-8 de febrero de 1967 falleció)
- Ignatius P. Lobo † (26 de septiembre de 1967-1 de diciembre de 1994 retirado)
- Bernard Blasius Moras (30 de noviembre de 1996-22 de julio de 2004 nombrado obispo de Bangalore)
- Peter Machado (2 de febrero de 2006-19 de marzo de 2018 nombrado obispo de Bangalore)
- Derek Fernandes, desde el 1 de mayo de 2019